# Kill the DJ
Kill the DJ è un singolo del gruppo musicale statunitense Green Day, pubblicato nel 2012, anticipando l'uscita del nono album studio ¡Uno!.

## Stile musicale
Secondo il cantante Billie Joe, il brano, dalla durata di 3 minuti e 42 secondi, ha delle forti influenze dance (in particolare, esso presenta un ritmo four-on-the-floor), le quali richiamano Sandinista! dei Clash, Sex & Drugs & Rock & Roll di Ian Dury e Genius of Love dei Tom Tom Club.
Allo stesso tempo, Michael Roffman (a nome del webzine musicale Consequence) paragona lo stile della canzone a quello di band come The Rapture e all'album dei Clash Combat Rock.

## Video
Il teaser del videoclip è stato pubblicato sul sito ufficiale il 29 agosto 2012 ed il video vero e proprio è stato annunciato per il 4 settembre. Nonostante sia stata rispettata la data di pubblicazione, alcuni canali televisivi l'hanno mandato in onda anticipatamente.
Nella prima parte del video si vedono i Green Day correre nel deserto in sella a delle moto. Successivamente viene mostrata la band all'interno di una discoteca, che avanza tra la folla ed infine inizia a suonare.

## Tracce
Singolo digitale
1. Kill the DJ – 3:42

## Formazione
- Billie Joe Armstrong - voce e chitarra
- Mike Dirnt - basso
- Tré Cool - batteria
- Jason White - chitarra

## Classifiche
| Classifica (2012) | Posizione massima |
| ----------------- | ----------------- |
| Belgio (Fiandre)  | 62                |
| Belgio (Vallonia) | 68                |
| Italia            | 92                |
| Regno Unito       | 110               |